# Vy-lès-Rupt
Vy-lès-Rupt là một xã ở tỉnh Haute-Saône trong vùng Franche-Comté phía đông Pháp. Xã có diện tích 8,28 km², dân số năm 2006 là 103 người. Khu vực này có độ cao từ 201-266 mét trên mực nước biển.